# Derek Hough
Derek Bruce Hough, född 17 maj 1985 i Salt Lake City i Utah, är en amerikansk professionell tävlingsdansare (inom latinodans), koreograf, skådespelare och sångare. Han är mest känd för att ha varit dansare i TV-programmet Dancing with the Stars från 2007 till 2016, där han innehar rekordet i flest vinster (sex stycken) med respektive kändisdanspartner. Han blev sedan jurymedlem i programmet i början av den 29:e säsongen.
Hough är bror till Julianne Hough som även hon är känd från Dancing with the Stars. Han är även syssling med syskonen Lynch (Riker, Rydel, Rocky och Ross) från den numera upplösta musikgruppen R5.